# Leptolalax oshanensis
Leptolalax oshanensis — вид жаб родини азійські часничниці (Megophryidae).

## Поширення
Цей вид є ендеміком південно-центральної частини Китаю (провінції Гуйчжоу, Хубей і Сичуань). Його природними місцями проживання є ліси помірного поясу, субтропічні або тропічні вологі рівнинні ліси, субтропічний або тропічний вологий гірський ліс і річки.

## Опис
Leptolalax oshanensis — дрібна жаба: самці виростають до 28 мм (1,1 дюйма), а самиці до 32 мм (1,3 дюйма).